# Подразделение альпинистов (Израиль)
Подразделение альпинистов (ивр. יחידת האלפיניסטים‎) — специальное резервное горнострелковое подразделение Армии обороны Израиля, входящее в качестве роты в состав резервного рекогносцировочного батальона территориальной бригады «Ха-Хермон» дивизии «Ха-Башан» Северного военного округа и предназначенное для ведения боевых действий в горной местности на севере страны, в частности в районе горы Хермон.

## История
Подразделение альпинистов было скомплектовано в 1973 году из военнослужащих разведроты бригады «Голани» и специального подразделения «Эгоз». Возглавил его Давид Матак. 14 апреля 1974 года отряд из 60 военнослужащих под командованием Амирама Левина атаковал на территории Сирии гору Хермон (2800 м). Вершина была взята, при этом было убито 12 сирийских военнослужащих спецформирования, несколько пленено. Из-за больших потерь (из 60 вышедших на задание солдат отряд потерял около 30 ранеными) было принято решение распустить подразделение. Однако, Левин утверждал, что этот бой стал одним из самых важных в истории Израиля, хоть и не смог затмить славу боев войны Судного дня. В 1978 году из-за предполагаемой возможности атаки горы Хермон со стороны сирийских формирований подразделение было восстановлено из резервистов. В 1982 году, во время Ливанской войны, подразделение было использовано для атаки на Шуф.

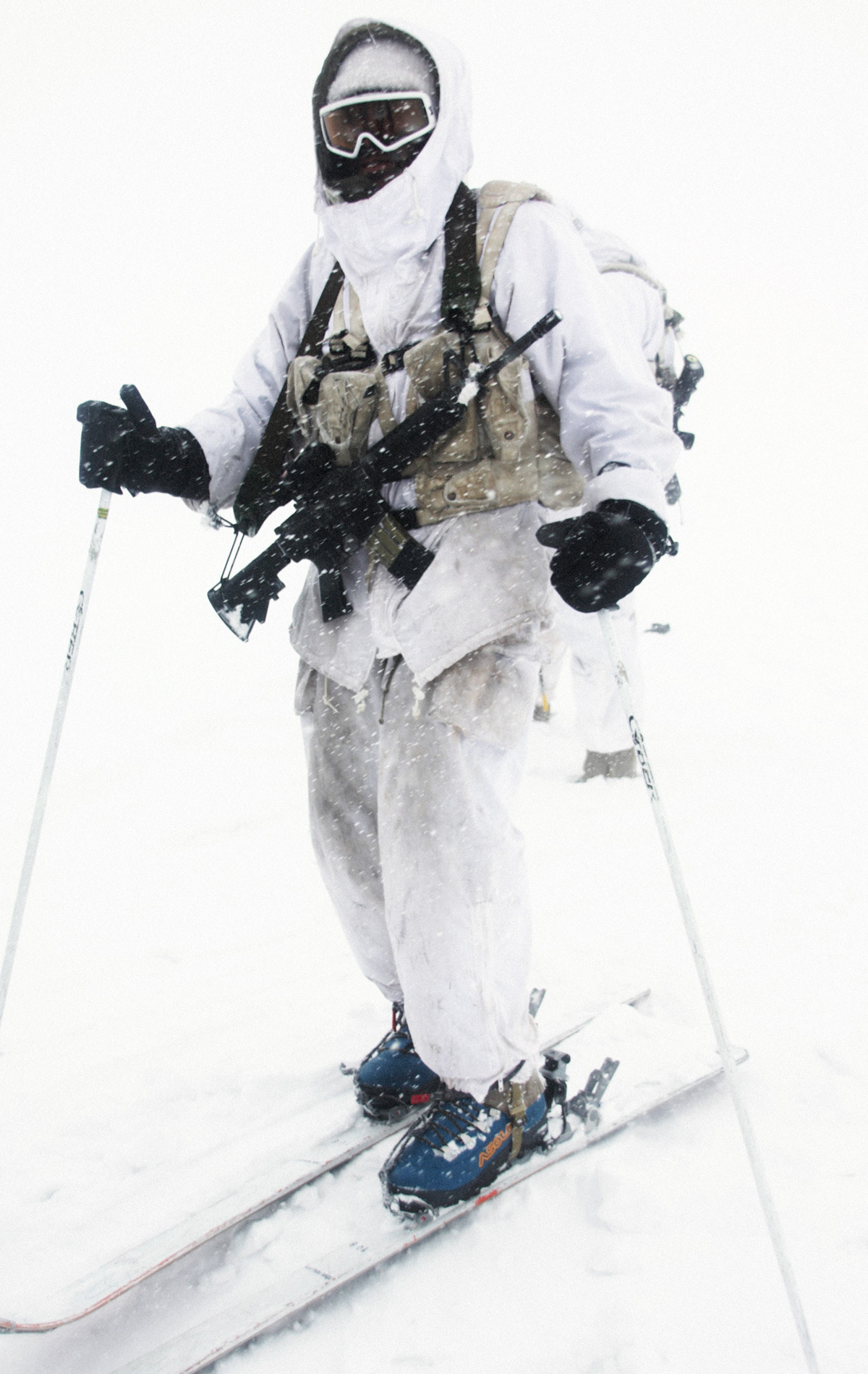
Военнослужащий подразделения в полном обмундировании на лыжах, 22 января 2012 года.

В настоящий момент[когда?] командование подразделением осуществляет подполковник запаса Шимон Парьенте, выходец из бригады «Голани».

## Подготовка
Подразделение альпинистов состоит из резервистов, прошедших службу в отборных пехотных частях. Учения проводятся в Иудее, Самарии и на горе Хермон, известном горнолыжном курорте, в зимний сезон, с октября по март. Тренировки проходят и за рубежом — в частности, в Турции и швейцарских Альпах, когда на Хермоне нет необходимого количества снега. На занятиях используется спец-оборудование — лыжи, снегоходы, сани, кошки, для связи между военнослужащими применяются специальные наушники и GPS-навигаторы. Тренировки проходят в течение нескольких дней, причём военнослужащие не возвращаются на базы, а обустраиваются на горе, строя убежища из снега с местом для сна, наблюдательным постом, иногда с мини-кухней.

## Применение
Навыки военнослужащих применяются для эвакуации жителей районов, пострадавших от сильных метелей и снегопадов, а также для спасения лыжников, попавших под лавины. Кроме этого, членами подразделения проводятся развлекательные мероприятия для детей с неизлечимыми заболеваниями, умственными или физическими нарушениями, инвалидов.

## Вооружение
Стандартное вооружение членов подразделения включает в себя автоматы M4, штурмовые винтовки TAR-21 израильского производства, пулемёты «Негев», снайперские винтовки М24 и SR-25.